# TrashuMad
TrashuMad, ruta Madrileña de la Trashumancia, es una de las iniciativas de la Dirección General de Agricultura y Desarrollo Rural de la Consejería de Economía y Consumo de la Comunidad de Madrid que, como la iniciativa Descubre tus Cañadas, consiste en diversas rutas por las vías pecuarias madrileñas.

## Historia y objetivos
Nace en 2005 organizada por la Consejería de Medio Ambiente, Vivienda y Ordenación del Territorio de la Comunidad de Madrid (en 2007 Consejería de Economía y Consumo), a través de la Dirección General de Agricultura y Desarrollo Rural, y tiene como objetivo dar a conocer el enorme patrimonio natural que representan las vías pecuarias y mostrar su importancia para el mantenimiento de los diferentes ecosistemas. Gracias a esta iniciativa se busca potenciar el uso y aprovechamiento del patrimonio público pecuario, desarrollando los usos complementarios y sostenibles sobre ellas y fomentar la promoción y el conocimiento de las potencialidades que ofrecen y crear así un nuevo cauce de promoción y acercamiento a los ciudadanos. 
Se compone de diverso número de rutas, lineales o circulares, por diversos municipios de la Comunidad de Madrid. En algunos de los recorridos los senderistas van acompañados por ovejas y pastores, reviviendo el ambiente que se sentía en la Edad Media con la Mesta.
Estas rutas se realizan en primavera todos los años.